# Turmhügel Birkensee
Der Turmhügel Birkensee ist eine abgegangene mittelalterliche Turmhügelburg (Motte) im Flurbereich Höll etwa 70 Meter südlich des jetzigen Hofgeländes bei Birkensee, einem heutigen Gemeindeteil der Gemeinde Offenhausen im Landkreis Nürnberger Land in Bayern.

## Geschichte
Es wird angenommen, dass der Ministerialensitz um 1250 durch eine Besitzteilung des Rittergutes Egensbach (Burgsitz Egensbach) entstand, worauf die alte Egensbacher Siedlungsstruktur und Wegeerschließung hinweisen. Erstmals nannte sich 1260 der Ritter Konrad von Birkensee, vermutlich identisch mit Konrad von Egensbach, genannt Vogelhunt, Bruder des Heinrich von Egensbach, nach dem Burgsitz. In einer aus dem Jahr 1243 stammenden Urkunde Ulrichs Il. von Königstein wurden die beiden Brüder Heinrich I. und Konrad von Egensbach als beglaubigte Zeugen bei der Gründung des Klosters Engelthal genannt. Nachdem der Burgsitz nach dem Tod des Konrad von Birkensee oder eines gleichnamigen Sohnes um 1300 an die Forchheimer zu Offenhausen  gekommen war, die auch das  Egensbacher Rittergut erworben hatten, erschien 1339 neben einem Marquard von Forchheim zu Egensbach auch ein Marquard Forchheimer zu Birkensee. Im 14. Jahrhundert wurde der Burgsitz aufgegeben und der Hof an einen Bauern vergeben. 1508 zählte der Einödhof Birkensee zur Verkaufsmasse des Rittergutes Egensbach.

## Beschreibung
Von der ehemaligen am unteren westlichen Keilberghang gelegenen Burganlage auf einer rechteckigen Grundfläche von etwa 15 mal 5 Meter ist der Turmhügel mit einer tieferen vorgelagerten, von einem Graben und einem im Nordwesten flankierendem Wall begrenzten Fläche erhalten. Die Funktion der Burg, die auch als Turmburg bezeichnet wird, war wohl ein Statussymbol, da sie durch ihre geringe Größe und Lage keinen verteidigungstechnischen Wert erkennen lässt.